# Fonte de caractères
Ne doit pas être confondu avec Police d'écriture.
« font » redirige ici. Pour les autres significations, voir Font.

Exemples de différentes fontes de caractères.

Une fonte de caractères est un ensemble de glyphes, c’est-à-dire de représentations visuelles de caractères, d’une même police d’écriture, de même style, corps et graisse.

## Différence entre fonte et police
La fonte se distingue du caractère (typeface ou font family en anglais) qui regroupe tous les corps et graisses d’une même famille. Ainsi, Helvetica est un caractère. L’Helvetica romain gras 10 points est une fonte, et l’Helvetica romain gras 12 points en est une autre.
Originellement, le terme police désignait la table de décompte du nombre de caractères dans une fonte : 5 000 a, 1 000 b, 2 600 c, etc. Jacques André et Yannis Haralambous écrivent à ce sujet :

« Cette table s’appelait la police (de l’italien polizza, liste ; c’est le mot que l’on retrouve dans « police d’assurance ») ; quand on a eu besoin de ces nouvelles tables, on a remplacé dans les polices le nombre de caractères par leur chasse (leur largeur) et on a gardé le mot police qui a alors désigné la fonte elle-même. Nous préférons garder ici le mot « fonte », même pour les numériques »

— André et Haralambous 2006
Aujourd’hui, l'usage hésite entre fonte et police, notamment dans l’informatique. Le terme caractère, pour désigner un ensemble de fontes, est polysémique et son usage est source de confusion avec un autre de ses emplois dans l'imprimerie au plomb, où il désignait le parallélépipède physique en plomb (caractère typographique), ou avec son emploi en informatique, où il désigne une information abstraite définie par la grammaire de chaque langue (caractère informatique).
Les premières polices informatiques, les polices matricielles (bitmap), étaient par nature composées de fontes (par exemple, Times gras 12 pixels). Dans le cas des polices vectorielles, majoritairement utilisées aujourd'hui, le fichier contient dans les formats les plus courants, les différentes tailles, mais ne réunit ni les différentes graisses, ni les versions romain ou italique dans un même fichier.
En revanche, on parle de fonte pour désigner un ensemble de glyphes qui n'a pas de variations de corps, de graisse ou de style,  comme l'imitation d'une écriture textura réalisée par Gutenberg pour sa première impression.

## Étymologie
Le terme « fonte » provient des premiers caractères employés pour imprimer les lettres en Europe : ils étaient faits d’alliages de métaux, généralement de plomb, d’antimoine et d’étain (formant le plomb typographique), fondus afin de reproduire plusieurs caractères identiques à partir d’un moule unique dans les fonderies typographiques.
Les caractères mobiles utilisés en Extrême-Orient étaient toutefois faits d'abord de bois, puis de terre cuite, comme ceux de Bi Sheng en 1040, et enfin également de métal, à partir de 1234, en Corée, grâce à Choe Yun-ui.
Le plus ancien livre utilisant des fontes en métal dont il existe encore un exemplaire est le Jikji Simkyong coréen, imprimé en 1377, soixante-dix-sept ans avant la première impression de Johannes Gutenberg en 1454.